# 1 E7 s
Za primerjavo različnih redov velikosti za različna časovna obdobja je na tej strani nekaj dogodkov, ki trajajo med 107 in 108 sekundami (116 dni in 3,2 leta).
- krajši časi
- 10 megasekund = 115,74 dni
- 128,6 dni  -- razpolovna doba tulija-170
- 217 dni -- 7 mesecev - trajanje 2. italijansko-abesinske vojne
- 224,701 dni -- obhodna doba Venere
- 271,79 dni -- razpolovna doba kobalta-57
- 280 dni -- povprečna dolžina človeške nosečnosti = ~24 milijonov sekund
- 330 dni -- razpolovna doba vanadija-49
- 333,5 dni-- razpolovna doba kalifornija-248
- 353, 354 ali 355 dni -- dolžine navadnih let v nekaterih lunisolarnih koledarjih
- 354,37 dni-- 12 Luninih mesecev - povprečna dolžina leta v Luninih  koledarjih
- 365 dni -- navadno leto v mnogih Sončevih koledarjih - ~31,53 milijonov sekund
- 365,24219 dni-  srednje tropsko leto blizu leta 2000
- 365,2424 dni -- tropsko leto med pomladnima enakonočjema
- 365,2425 dni -- povprečna dolžina leta v gregorijanskem koledarju
- 365,25 dni --povprečna dolžina leta v julijanskem koledarju
- 365,2564 dni --  siderično leto
- 366 dni = prestopno leto v mnogih Sončevih koledarjih - 31,62 milijonov sekund
- 373,59 dni -- razpolovna doba rutenija-106
- 383, 384 ali 385 days -- dolžine prestopnih let v nekaterih lunisolarnih koledarjih
- 383,9 dni -- 13 Luninih mesecev - prestopno leto v nekaterih lunisolarnih koledarjih
- 396,1 dni -- razpolovna doba neptunija-235
- 462,6 dni -- razpolovna doba kadmija-109
- 1,88 leta -- obhodna doba Marsa
- 1,92 leta -- razpolovna doba tulija-171
- 100 megasekund = 3,2 leta
- daljši časi